# أليكس بيرن (لاعب كرة قدم)
أليكس بيرن (بالإنجليزية: Alex Byrne)‏ (4 يونيو 1933 في المملكة المتحدة - ) هو مدرب كرة قدم ولاعب كرة قدم بريطاني في مركز جناح. لعب مع كوين أوف ساوث ونادي سلتيك وRoyal Engineers A.F.C. ‏ ونادي جنوب ملبورن ونادي تشيلتنهام تاون لكرة القدم ونادي غرينوك مورتون.

## وصلات خارجية
- أليكس بيرن على موقع قاعدة بيانات كرة القدم.إي يو (الإنجليزية)